# Günter Schmidt (Mediziner)

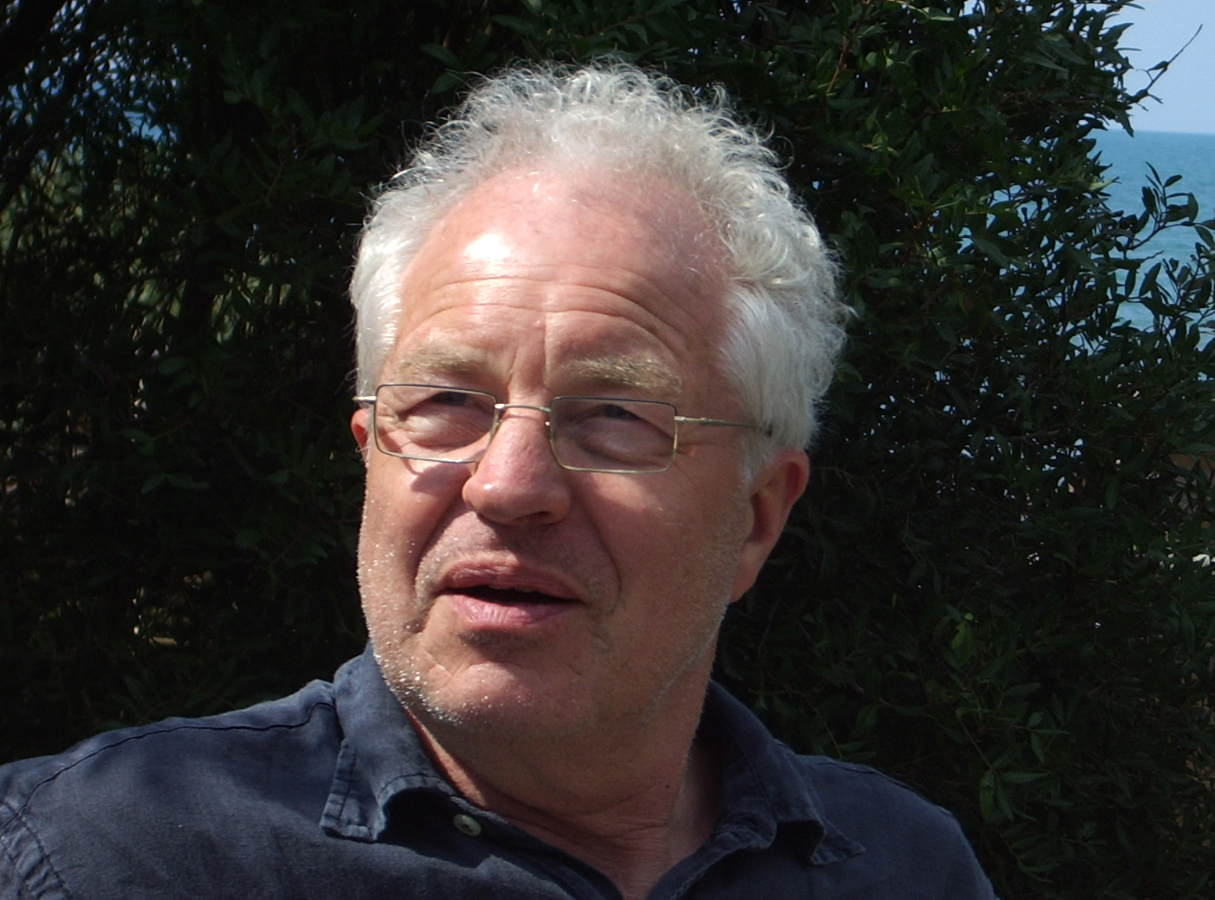
Günter Schmidt, 2005

Günter Schmidt (* 4. April 1940 in Siegen; † 11. Februar 2018) war ein deutscher Arzt sowie Autor und Herausgeber medizinischer Fachbücher im Thieme-Verlag.

## Werdegang
Nach seinem Medizinstudium in Erlangen, Kiel und Göttingen folgte 1967 die Promotion über „Transfusionshepatitis“ bei Werner Creutzfeldt. Nach verschiedenen Stationen übernahm Schmidt 1976 die Leitung der inneren Abteilung der Bernhard-Weiss-Klinik in Kreuztal-Kredenbach. 1989 qualifizierte sich Schmidt zum Seminarleiter der Deutschen Gesellschaft für Ultraschall in der Medizin. Seit 1993 war er auch als Autor und Herausgeber verschiedener Fachbücher für die Ultraschall-Medizin im Georg Thieme Verlag tätig. Das Kursbuch Ultraschall und die Sonographische Differenzialdiagnose wurden in zahlreiche Sprachen übersetzt, unter anderem ins Englische, Russische, Griechische und Türkische.
Schmidt starb 2018 nach schwerer Krankheit.
Einer seiner Söhne, der Hörfunkjournalist Thilo Schmidt, verabschiedete sich in einer einstündigen Sendung in der Reihe Deutschlandrundfahrt im Deutschlandfunk Kultur von seinem Vater und seinem Heimatdorf.

## Publikationen als Herausgeber

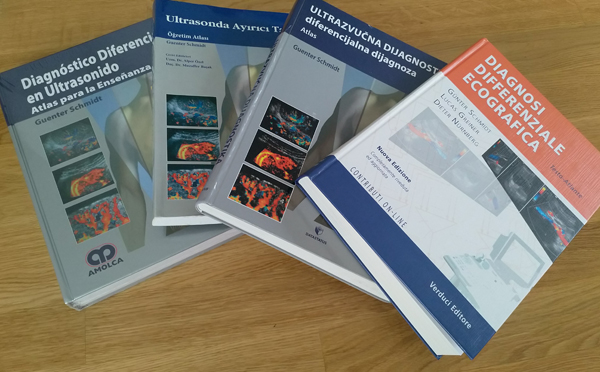
Einige Übersetzungen der Werke "Kursbuch Ultraschall" und "Sonographische Differenzialdiagnose"

- Kursbuch Ultraschall. Nach den Richtlinien der DEGUM und der KBV. Thieme-Verlag, 6. Auflage, Stuttgart/New York 2015, ISBN 9783131191052.
- Checkliste Sonografie. 3. Auflage, Thieme, Stuttgart/New York 2004, ISBN 9783131068736.
- Sonografische Differenzialdiagnose. Lehratlas zur systematischen Bildanalyse mit über 2800 Befundbeispielen. Thieme, 4. Auflage, Stuttgart/New York 2018, ISBN 9783132425958.